# Zygonoides fuelleborni
Zygonoides fuelleborni är en trollsländeart som först beskrevs av Karl Grünberg 1902.  Zygonoides fuelleborni ingår i släktet Zygonoides och familjen segeltrollsländor. IUCN kategoriserar arten globalt som livskraftig. Inga underarter finns listade i Catalogue of Life.